# テクニトーン
テクニトーン (Technitone) とは、松下電器産業（現パナソニック）が販売していた電子オルガンの商標。

## 概要
家電メーカーである松下電器が楽器を扱うようになったのは、「人々が豊かになると高額商品の楽器が売れるようになる」という創業者松下幸之助の強い意向があったから、といわれている。

## 音楽教室
1970年代から80年代、松下は「テクニクス音楽教室」を展開し「テクニトーン」を、日本ビクターは「ビクター音楽教室」を展開し「ビクトロン」を販売していた。
1990年に、当時松下グループの一員であった日本ビクターがビクトロン事業を終了することとしたため、「ビクター・テクニクスミュージック株式会社」を松下と共同で設立し、教室と電子オルガンをテクニトーンに一本化した。
2001年7月31日付けで、ビクター・テクニクスミュージック株式会社の株式65%をローランド株式会社が買収することを日本ビクターとローランドが発表。同年9月7日に「ローランド ミュージック スタジオ株式会社」へ社名変更され、松下は楽器事業から撤退、テクニトーンは販売終了となった。
教室はローランドのミュージック・アトリエを使用する「ローランドミュージックスタジオ」を経て、後にローランドが同社事業を承継し、2010年より「ローランドミュージックスクール」として運営されている。

## 歴史

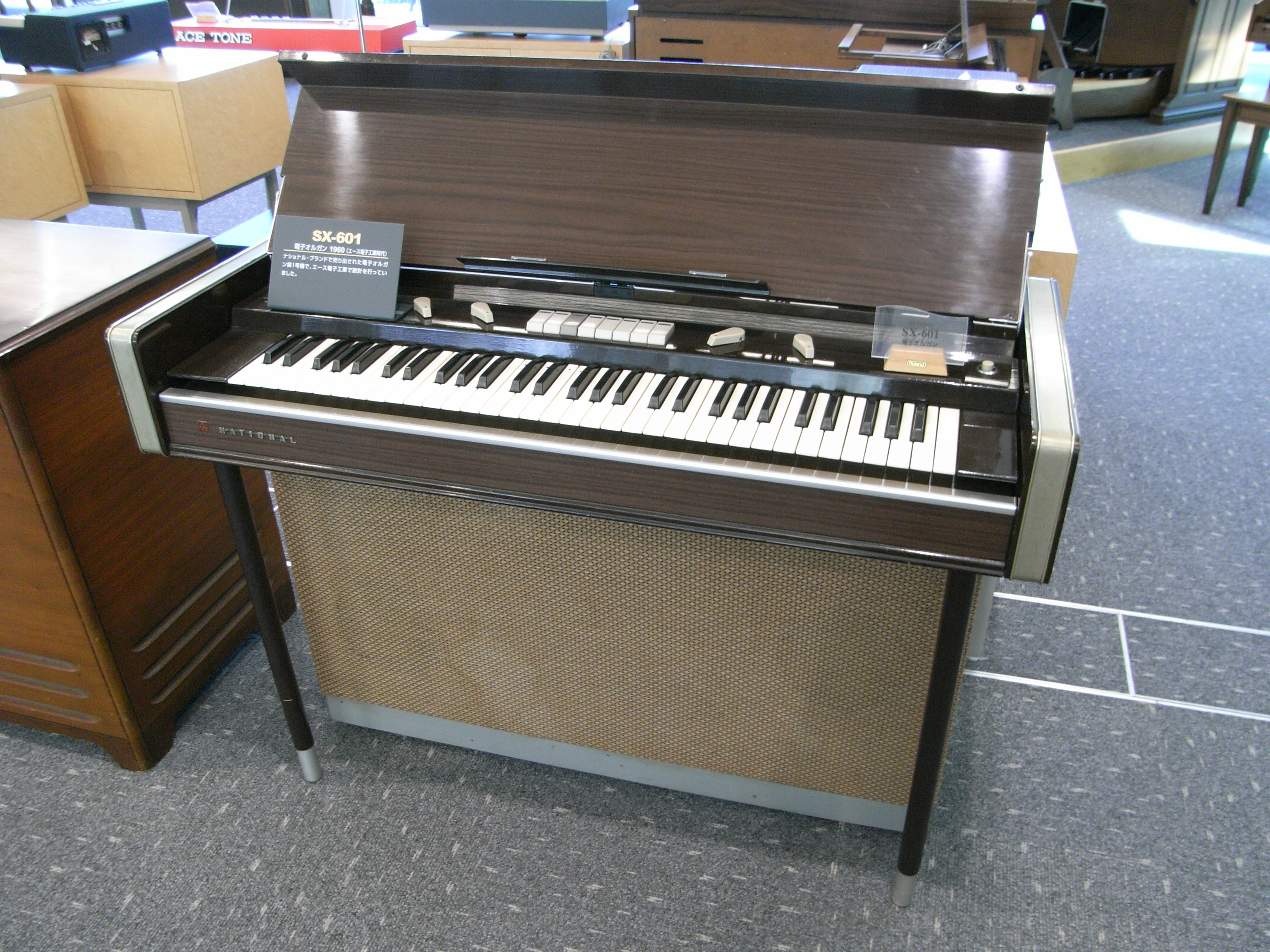
ローランド浜松研究所に展示されているNational SX-601

- 1963年12月 - 初代機種「SX-601」登場。61鍵盤（一段）で、足鍵盤はなかった。初代機種はエース電子工業からOEM供給を受けての発売。
- 1983年 - PCM音源を搭載したEシリーズ発売。
- 1984年 - FDDに対応したGシリーズ発売。
- 1989年 - GNシリーズ発売。
- 1990年 - 日本ビクターとの共同出資で「ビクター・テクニクスミュージック株式会社」を設立（ビクター子会社）し、ビクター音楽教室を承継。
- 1994年9月 - General MIDIに対応したGA/FAシリーズを発売。
- 2001年9月 - 「ビクター・テクニクスミュージック株式会社」をローランドに売却、電子オルガン販売終了。